# Військовий округ армії США «Вашингтон»

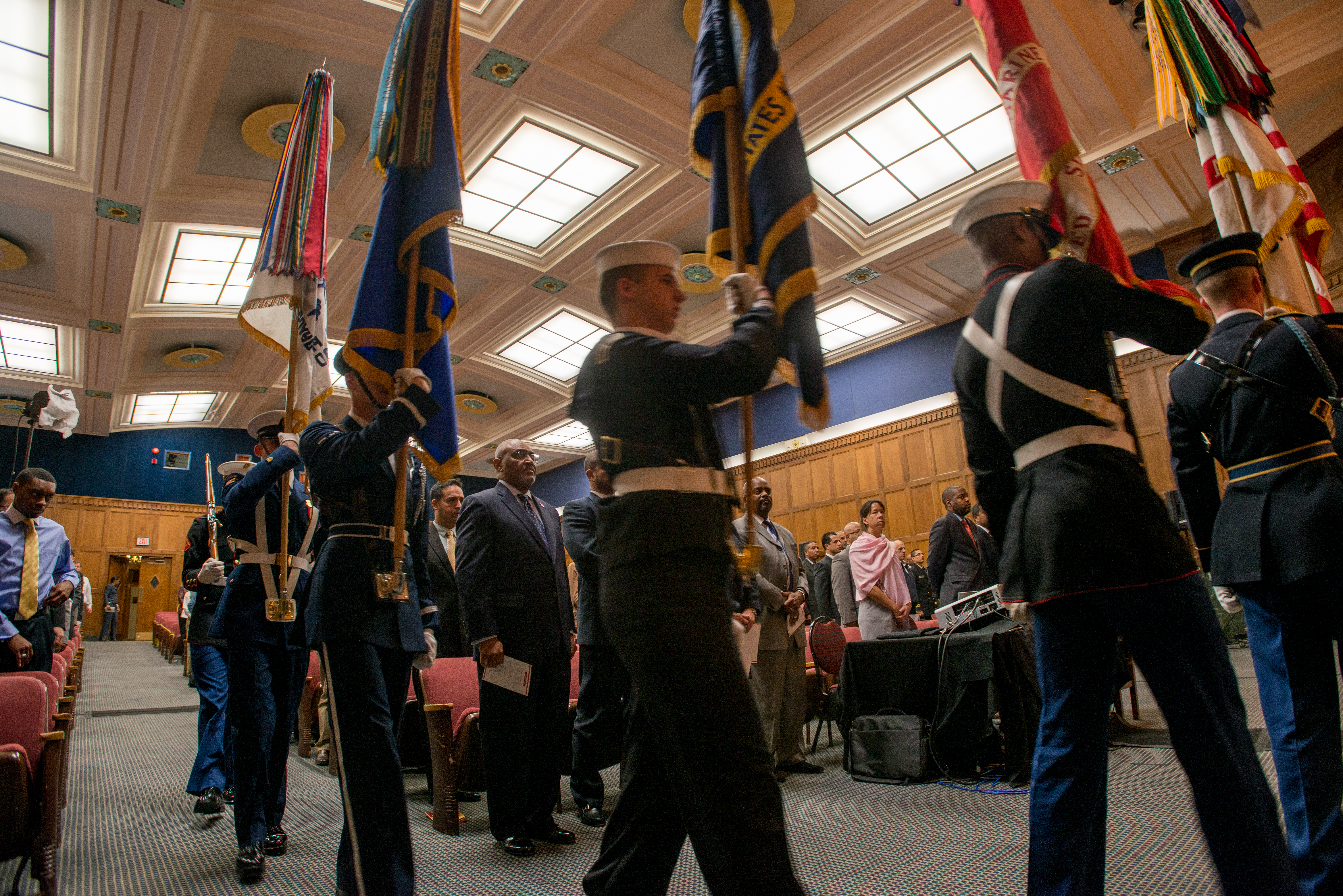
Урочиста церемонія в День ветеранів. 4 листопада 2014

Військовий округ армії США «Вашингтон» (англ. United States Army Military District of Washington, MDW) — одне з дев'ятнадцяти головних командувань армії США. Його штаб розташований у форті Леслі Дж. Макнейр у Вашингтоні, округ Колумбія. Основні функції підрозділів військового округу Вашингтон включають церемоніальні завдання, а також забезпечення захисту регіону національної столиці.
Окрім Форт-Макнейр, наступні інсталяції перебувають під егідою командування MDW:
- Об'єднана військова база Маєр-Гендерсон-Холл, Вірджинія
- Форт Белвуар, Вірджинія
- Форт Е.П. Гілл, Вірджинія
- Форт Джордж Мід, Меріленд

Військовий округ армії США «Вашингтон» також представляє армію США в штабі об'єднаних сил у Об'єднаному штабі столичного регіону (JFHQ-NCR), а також відповідає за проведення усіх церемоніальних місій на Арлінгтонському національному цвинтарі.